# 刘建航
刘建航（1929年4月26年—2016年7月31日），河北省深泽县人，中华人民共和国政治人物。被誉为“上海地铁之父”。

## 生平
1951年毕业于交通大学。1952年9月加入中国共产党。1956年任上海市市政工程设计院排水室工程师、院党总支委员、地铁组组长、工程师，1960年任上海市隧道局、上海市城建局科长、工程师，1965年任上海市隧道工程公司实验研究站工程师、站长，1968年任隧道建设公司质量员、副经理、副总工程师、总工程师，1985年任上海市市政工程管理局副总工程师，1992年任上海市地铁工程建设指挥部总工程师。1995年5月当选中国工程院院士。刘建航院士创建了深基坑施工的“时空效应”理论，著有《基坑工程手册》、《盾构法隧道》。
2016年7月31日8时28分在上海逝世，享年88岁。